# Cubillas de Arbas
Cubillas de Arbas (Cubieḷḷas en leonés) es una localidad española perteneciente al municipio leonés de Villamanín, en la comunidad autónoma de Castilla y León. Forma parte del antiguo coto monástico de Arbas, en la comarca tradicional de Los Argüellos.
Está situada en el cauce del arroyo Aguilera, que conforma el río Geras en su entrada al embalse de Casares y del que parte el río Casares, afluente del Bernesga.
Para llegar a este lugar desde la capital provincial hay que tomar la N-630 en dirección a Asturias y en el cruce de Villamanín girar a la izquierda en dirección a Aralla de Luna y recorrer una distancia de 13 km.
Los terrenos de Cubillas de Arbas limitan con los de San Miguel del Río y Pajares (Asturias) al norte, Arbas del Puerto, Busdongo y Casares de Arbas al noreste, Viadangos de Arbas, San Martín de la Tercia y Poladura de la Tercia al este, Alceo, Folledo y Paradilla de Gordón al sureste, Geras al sur, Aralla de Luna al suroeste y Caldas de Luna al oeste.
Pueblo ubicado en el circo de uno de los cuatro glaciares que cubrían la zona hace 12.000 años, se encuentra rodeado de cumbres cercanas a los 1.800 metros.El suelo del valle glaciar en forma de U, de una anchura superior a los 5 km, está formado por turberas esponjosas lo que le otorga una gran riqueza, existiendo en algunas zonas, pequeños grupos de abedules. Los pastos de alta montaña, son aprovechados por ganado vacuno.